# Johann Sigmund von Kuenburg

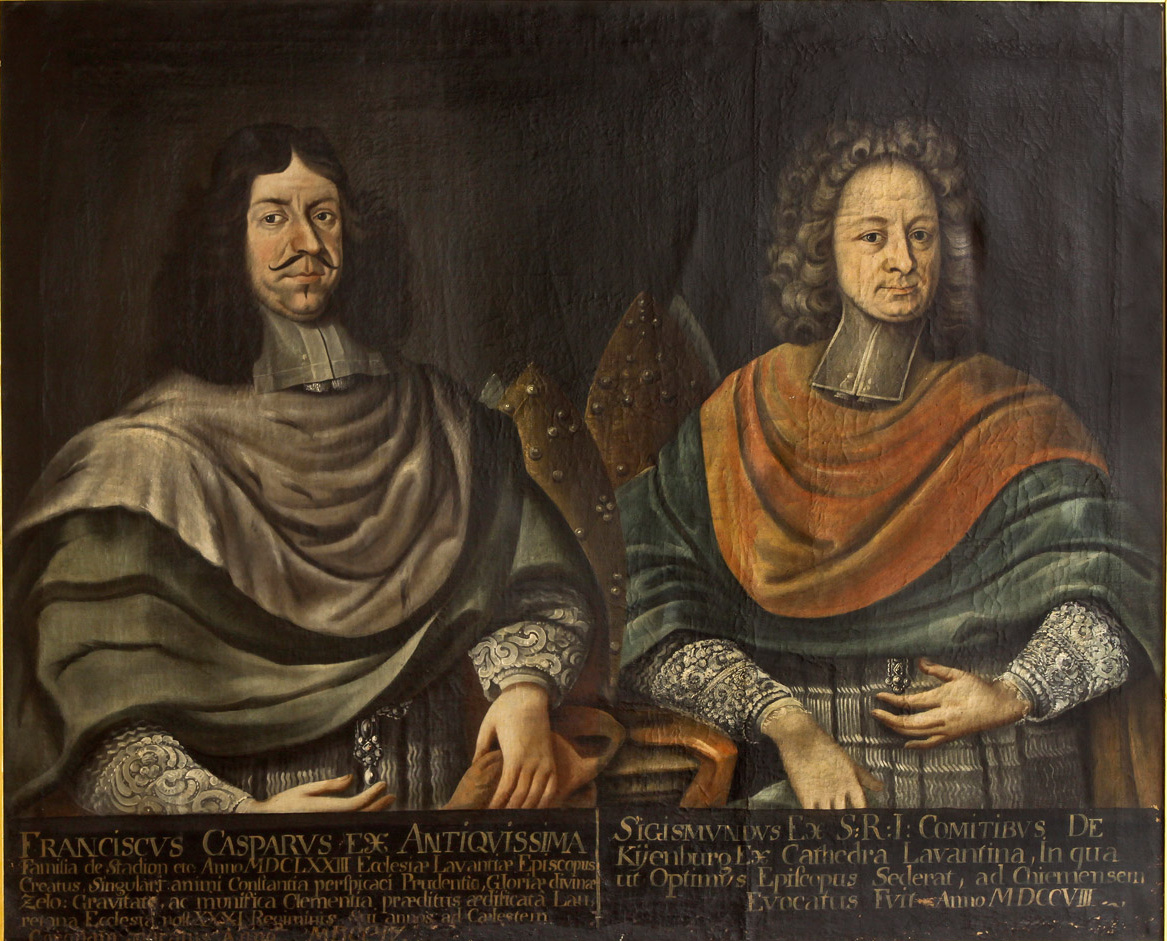
Fürstbischof Johann Sigmund von Kuenburg (re.) mit seinem Lavanter Vorgänger Franz Kaspar von Stadion (li.) (Ölgemälde um 1700)

Johann Sigmund von Kuenburg (auch Johann Sigmund Graf von Kuenburg; * 20. September 1659 in Graz; † 18. November 1711) war 1704–1708 Fürstbischof von Lavant und 1708–1711 Fürstbischof von Chiemsee.

## Leben
Johann Sigmund entstammte der älteren steirischen Linie der Kuenburg. Er war Graf von Kuenburg, Freiherr in Küenegg, Herr in Prunsee, Rabenhofen, Kopreining und Ottersbach. Sein Vater Sigmund Ludwig Freiherr von Kuenburg stand in kaiserlichen Diensten und wirkte als Kämmerer, Hofkammerrat von Innerösterreich sowie Landschaftspräsident der Steiermark. 1665 erwarb er den Titel eines Reichsgrafen und ab 1669 war er neben seinen anderen Ämtern zugleich Erbschenk des Erzstifts Salzburg. Johann Sigmunds Mutter war Anna Maria von und zu Eibiswald.
Johann Sigmund von Kuenburg war seit 1675 Domherr in Salzburg, wo er sich im selben Jahr für das Studium beider Rechte immatrikulierte. 1679 studierte er in Siena. Für das Jahr 1682 ist er als Propst am Salzburger Kollegiatstift Beatae Mariae Virginis ad nives (Schneeherren) belegt. Ab 1681 war er Domizellar in Eichstätt, das er 1684 aufgab um Domherr in Passau zu werden. 1686 folgte die Ernennung zum Hofkammerrat in Salzburg, wo er am 15. März 1687 zum Priester geweiht wurde.
Nach dem Tod des Lavanter Bischofs Franz Caspar von Stadion ernannte der Salzburger Erzbischof Johann Ernst von Thun am 22. Februar 1704 Johann Sigmund von Kuenburg zu dessen Nachfolger. Die Bestätigung erfolgte am 27. März d. J. und die Amtseinführung am 23. Mai 1704. Schon vorher wurde er zum salzburgischen Geheimen Rat ernannt.
Am 1. April 1708 wurde er von Erzbischof Thun zum Nachfolger des Chiemseer Bischofs Sigmund Carl von Castel-Barco nominiert, weshalb er auf das Bistum Lavant resignierte. Nach der Bestätigung am 6. Juni d. J. folgte am 25. Juli 1708 die Installation. Im gleichen Jahr wurde er zum Präsidenten des Geheimen Rats sowie zum Statthalter befördert. Noch vor der Amtseinführung visitierte er im Mai 1708 das Augustinerchorherrenstift Herrenchiemsee und 1709 berief er eine Diözesansynode nach St. Johann in Tirol, auf der Statuten verabschiedet wurden, die die Beschlüsse des Trienter Konzils sowie der Salzburger Provinzialsynoden berücksichtigten. 1710 wurde er zum Hofkammerpräsidenten ernannt, starb jedoch schon ein Jahr später. Sein Leichnam wurde im Salzburger Dom bestattet.